# Ólafur Arnalds
Ólafur Arnalds (* 3. listopadu 1986, Mosfellsbær, Island) je multiinstrumentalista a producent pocházející z města Mosfellsbær nedaleko Reykjavíku na Islandu. Ve své hudbě spojuje smyčce a piáno, společně s elektronikou a beatovou hudbou ze kterých vytváří směsici ambientní, elektronické a popové hudby. Původně byl bubeník hard-corových a metalových kapel Fighting Shit a Celestine. Je držitelem ceny BAFTA za hudbu k britskému televiznímu seriálu Broadchurch.
V roce 2009 zformoval elektronický techno projekt Kiasmos, společně s Janusem Rasmussenem z islandské skupiny Bloodgroup. Na podzim roku 2014 jim vyšlo stejnojmenné debutové album.

## Kariéra
V roce 2004 složil a nahrál dvě meziskladby pro album Antigone německé metalové skupiny Heaven Shall Burn. Jeho dva počiny na tomto albu zaujaly jedno z vydavatelství, které mu nabídlo nahrát a vydat kompletní album. Ólafur nikdy neplánoval skládat hudbu v duchu klasiky, ale nabídku přijal.
Debutové album, které vydal v dvaceti letech, vyšlo v říjnu roku 2007 a dostalo název: Eulogy For Evolution. Album bylo následováno vydáním EP - Variations of Static v roce 2008. V témže roce, vyjel na turné jako předskokan Sigur Rós.
V dubnu roku 2009 složil a vydal kolekci skladeb z nichž každou jednotlivou skladbu složil za jediný den a postupně zveřejnil na stránkách vydavatelství Erased Tapes Records. Kolekce skladeb byla následně vydána pod názvem Found Songs na vinylu a CD. V říjnu téhož roku, napsal hudbu pro baletní hru: Dyad 1909. Skladby byly následně vydány jako EP na vinylu a CD. V témže roce, založil společně s Janusem Rasmussen z islandské skupiny Bloodgroup, techno projekt Kiasmos.
V dubnu roku 2010 vydal další studiové album s názvem ...and They Have Escaped The Weight of Darkness. Během roku 2010, vyrazil na turné po Asii, které mu zorganizoval čínský promotér Split Works.
V říjnu roku 2011 přišel s projektem, který navázal na jeho Found Songs a připravil další kolekci sedmi skladeb, kdy postupně zveřejnil každý den jednu skladbu. Kolekce dostala název Living Room Songs a později byla vydána jako EP na vinylu, CD i bonusovém DVD.
V roce 2012 přechází ze svého dvorního vydavatelství Erased Tapes na Mercury Classics. V témže roce, vydává několik nahrávek. První byl soundtrack k filmu Another Happy Day režiséra Sama Levinsona. Dále vydal limitovaný sedmipalec s názvem Two Songs For Dance, kde se objevily dvě nikdy nevydané starší skladby. Poté vyšlo druhé EP jeho techno projektu - Kiasmos a tentýž rok vydal společné EP - Stare s německým klavíristou a skladatelem Nilsem Frahmem. Roku 2012 se skladba "Allt varð hljótt" objevila v úspěšném filmu - The Hunger Games a skladba "enda" byla použita v traileru filmu Looper.
V roce 2013 vydal své třetí dlouhohrající album, dostalo název For Now I Am Winter. Nový rozměr jeho hudbě dodal hlas zpěváka Árnora Dana z islandské skupiny Agent Fresco, který se objevil na albu hned v pěti skladbách. Tento rok dále složil hudbu k britskému televiznímu seriálu: Broadchurch za který obdržel prestižní cenu BAFTA. Další film ke kterému v roce 2013 složil hudbu se jmenuje Gimme Shelter a režíroval ho Ron Krauss.
Na podzim roku 2014 vyšlo debutové album jeho techno projektu - Kiasmos a dočkalo se velmi kladného přijetí kritiků a posluchačů. V říjnu roku 2014 dále vyšla jeho první kniha s notovými zápisy jeho skladeb pro piano, violu a smyčcové kvarteto. Kniha dostala název Skissur a hned po vydání byla okamžitě vyprodána a tak několik dní na to následovalo druhé vydání knihy.

## Diskografie
Studiová alba:
- Eulogy for Evolution (2007)
- ...And They Have Escaped the Weight of Darkness (2010)
- For Now I Am Winter (2013)
- re:member (2018)
- some kind of peace (2020)
- some kind of peace - piano reworks (2022)
- II (2024)

EP:
- Variations of Static (2008)
- Found Songs (2009)
- Dyad 1909 (2009)
- 65/Milo (jako Kiasmos s Janusem Rasmussen a Rival Consoles) (2009)
- Living Room Songs (2011)
- Stare (s Nilsem Frahmem) (2012)
- Two Songs For Dance (2012)
- Thrown (jako Kiasmos with Januse Rasmussen) (2012)
- Broadchurch (2013)
- Island Songs (2016)

Filmová hudba:
- Blinky TM (2010)
- Jitters (2010)
- Another Happy Day (2011)
- The Hunger Games (2012)
- Broadchurch (2013)
- Gimme Shelter (2014)
- Vonarstræti/Life in a Fishbowl (2014)
- Surface (Music from the Original TV Series) (2022)